# Haemulon squamipinna
Haemulon squamipinna é uma espécie marinha de peixe com nadadeiras raiadas, pertencente à família Haemulidae. É encontrada no Oceano Atlântico, sendo endêmica do Brasil,  ocorrendo ao longo da costa dos estados do Ceará até a  Bahia. Cresce até cerca de 20 centímetros de comprimento, alimenta-se à noite de invertebrados bentônicos e é importante para a pesca de subsistência ao longo da costa do nordeste do Brasil.  Forma grandes cardumes que podem chegar aos milhares, às vezes junto a Haemulon aurolineatum.  Os juvenis são frequentemente encontrados em recifes rasos a profundidades de 2 a 5 metros enquanto os adultos são encontrados em áreas mais profundas de 5 a 30 metros. 
O epíteto específico squamipinna é derivado do latim, que significa "barbatanas escamosas", aludindo alusão à observação de que as barbatanas peitorais desta espécie são cobertas por escamas, o que a torna fácil de distinguir de outras espécies do gênero. 